# Cornulum tylota
Cornulum tylota är en svampdjursart som först beskrevs av Boury-Esnault 1973.  Cornulum tylota ingår i släktet Cornulum och familjen Acarnidae. Inga underarter finns listade i Catalogue of Life.